# Bardotia ankaranensis
Bardotia ankaranensis är en snyltrotsväxtart som beskrevs av Fischer, Schäferhoff och Müller. Bardotia ankaranensis ingår i släktet Bardotia och familjen snyltrotsväxter. Inga underarter finns listade i Catalogue of Life.